# Chirostenotes
Chirostenotes (Chirostenotes pergracilis) foi uma espécie de dinossauro carnívoro e bípede que viveu no fim do período Cretáceo. Media cerca de 2 metros de comprimento, 1 metro de altura e pesava em torno de 20 quilogramas.
O chirostenotes viveu na América do Norte e seus fósseis foram encontrados em Alberta, Canadá. Suspeita-se que o chirostenotes se alimentasse de ovos de outros dinossauros assim como fazia o oviráptor.

## Outras espécies
- Chirostenotes sternbergi
- Pelo menos mais uma espécie acredita-se ter pertencido ao gênero